# Kelly Johnson
Bernadette Jean "Kelly" Johnson (20 de junio de 1958 – 15 de julio de 2007) fue una guitarrista inglesa, conocida por su trabajo en la banda Girlschool, en la que cantaba y tocaba la guitarra.
Johnson falleció el sábado 15 de julio de 2007, a la edad de 49 años, después de una batalla de seis años contra el cáncer. Durante su estancia en Girlschool, Kelly usaba guitarras Gibson Les Paul e Ibanez Destroyer-II.

## Discografía

### Estudio
- Demolition (1980)
- Hit and Run (1981)
- Screaming Blue Murder (1982)
- Play Dirty (1983)
- 21st Anniversary: Not That Innocent (2002)

### Sencillos
- "Take It All Away / It Could Be Better" (1979)
- "Emergency / Furniture Fire" (1980)
- "Nothing to Lose / Baby Doll" (1980)
- "Race With The Devil / Take It All Away" (1980) UK #49
- "Yeah Right / The Hunter" (1980)
- "Hit And Run / Tonight" (1981) UK #32
- "C'Mon Let's Go / Tonight (live)" (1981) UK #42
- "Don't Call It Love / Wildlife" (1982)
- "20th Century Boy / Breaking All the Rules" (1983)
- "Burning in the Heat / Surrender" (1984)